# Toužim
Toužim (in tedesco Theusing) è una città della Repubblica Ceca facente parte del distretto di Karlovy Vary, nella regione omonima.